# Pseudothalestris pusilla
Pseudothalestris pusilla är en kräftdjursart som beskrevs av Brady 1910. Pseudothalestris pusilla ingår i släktet Pseudothalestris och familjen Thalestridae. Inga underarter finns listade i Catalogue of Life.